# Nazionale femminile di hockey su prato della Corea del Sud
La nazionale di hockey su prato femminile della Corea del Sud è la squadra femminile di hockey su prato rappresentativa della Corea del Sud ed è posta sotto la giurisdizione della Korea Hockey Association.

## Partecipazioni

### Mondiali
- 1974 – non partecipa
- 1976 – non partecipa
- 1978 – non partecipa
- 1981 – non partecipa
- 1983 – non partecipa
- 1986 – non partecipa
- 1990 – 3º posto
- 1994 – 5º posto
- 1998 – 5º posto
- 2002 – 6º posto
- 2006 – 9º posto
- 2010 – 6º posto
- 2014 – 7º posto
- 2018 – 12º posto

### Olimpiadi
- 1980 - non partecipa
- 1984 - non partecipa
- 1988 - 2º posto
- 1992 - 4º posto
- 1996 - 2º posto
- 2000 - 9º posto
- 2004 - 7º posto
- 2008 - 9º posto
- 2012 – 8º posto
- 2016 – 11º posto

### Champions Trophy
- 1987 - 3º posto
- 1989 - Campione
- 1991 - 6º posto
- 1993 - 4º posto
- 1995 - 2º posto
- 1997 - 4º posto
- 1999 - 6º posto
- 2001 - non partecipa
- 2002 - non partecipa
- 2003 - 6º posto
- 2004 - non partecipa
- 2005 - 6º posto
- 2006 - non partecipa
- 2007 - non partecipa
- 2008 - non partecipa
- 2009 - non partecipa

### Coppa d'Asia
- 1981 - non partecipa
- 1985 - Campione
- 1989 - 3º posto
- 1993 - Campione
- 1999 - Campione
- 2004 - 4º posto
- 2007 - 2º posto